# Жинішкекум
Жинішкеку́м (каз. Жіңішкеқұм) — село у складі Аральського району Кизилординської області Казахстану, хоча і знаходиться на території Улитауського району Карагандинської області. Адміністративний центр Атаншинського сільського округу.
Населення — 435 осіб (2021; 303 у 2009, 453 у 1999, 961 у 1989).